# Pictetoperla repanda
Pictetoperla repanda är en bäcksländeart som först beskrevs av Banks 1920.  Pictetoperla repanda ingår i släktet Pictetoperla och familjen jättebäcksländor. Inga underarter finns listade i Catalogue of Life.